# Han kom, han så, han skød
Han kom, han så, han skød (originaltitel Two Mules for Sister Sara) er en amerikansk-mexicansk western fra 1970, som er instrueret af Don Siegel. Filmen har Shirley MacLaine og Clint Eastwood i hovedrollerne. Den handler om en gruppe oprørere, som er i opposition til regimet under kejser Maximilian 1. af  Mexico. Filmen har både amerikanske og mexikanske skuespillere og er optaget ved Tlayacapan, Morelos. Ennio Morricone komponerede musikken til filmen.

## Produktion

### Forhistorien
Budd Boetticher, bosat i Mexico og kendt for en serie Randolph Scott westerns, skrev det oprindelige manuskript i 1967 med henblik på selv at instruere filmen. Han havde forestillet sig, at filmen skulle have Robert Mitchum og Deborah Kerr i hovedrollerne. Kerr skulle spille en aristokratisk kvinde, som undslipper den revolutionære hær  under den mexicanske revolution i 1910, mens Mitchum som cowboy skulle beskytte hende og lede hende i sikkerhed i USA. Imidlertid blev manuskriptet solgt videre til Martin Rackin, som hyrede Albert Maltz, der også var bosat i Mexico, til at omskrive plottet. Maltz’ version blev skrevet til Clint Eastwood, som spiller en spion og lejesoldat med Shirley MacLaine i den kvindelige hovedrolle som en ”nonne”, der viser sig at være prostitueret. Handlingen blev nu flyttet til den franske intervention i Mexico i 1862.
I filmen spiller Eastwood den høje, mystiske, ubarberede fremmede, iført vest og  hyppigt rygende på en stump af en cigar, meget lig den figur, Sergio Leone havde skabt i sine spaghettiwesterns med  Eastwood. Musikken blev komponeret af Ennio Morricone. Trods de store ligheder med Leones film er filmen langt mindre voldelig og noget mere komedieagtig end Leones tidlige arbejder.
Da Boetticher havde set filmen, udtrykte han væmmelse over MacLaines rolle, som er meget langt fra hans oprindelige forestilling, og han hævdede, at slutningen ville være meget mere overraskende, hvis hans oprindelige ide var blevet fastholdt. Selv om han var ven med både Eastwood og instruktøren Don Siegel, spurgte Boetticher denne, hvordan han kunne få sig selv til at skabe en så rædselsfuld film. Da Siegel svarede, at det er en fantastisk fornemmelse at vågne op om morgenen med visheden om, at der kommer en stor check med posten, svarede Boetticher, at han selv havde en bedre fornemmelse ved at vågne op og være i stand til at se sig selv i spejlet.

### Casting
Elizabeth Taylor viste Eastwood manuskriptet under optagelserne af Ørneborgen i forventning om, at hun skulle spille den kvindelige hovedrolle, som hun var blevet tilbudt. Men da hendes daværende ægtefælle Richard Burton var i gang med filmoptagelser i Spanien, ønskede hun at Sister Sara skulle optages der, og da det ikke kunne imødekommes, afslog hun tilbuddet. Sister Sara skulle oprindelig have været mexicaner, men da den blonde Shirley MacLaine blev castet, kunne denne forestilling ikke gennemføres med overbevisning. Eastwood opfattede situationen således, at filmselskabet foretrak MacLaine på grund af hendes spil i filmen Sweet Charity. Både Siegel og Eastwood fandt det anstrengende at arbejde med MacLaine, og Siegel beskrev hende således: "Det er svært at have nogen særlig varme følelser for hende. Hun er alt for ikke-feminin og har for mange nosser. Hun er frygtelig hård."

### Filmoptagelserne
Filmen blev optaget i løbet af 65 dage i Mexico med et budget på ca. $4 millioner. Bruce Surtees var ledende operatør på filmen og fortsatte samarbejdet med Siegel og fotografen Gabriel Figueroa ved optagelserne af Siegels næste film The Beguiled. Eastwood  har senere afsløret, at han rent faktisk måtte dræbe en klapperslange under optagelserne, selv om han oprindelig modsatte sig dette, fordi han er modstander af drab på dyr.

## Handling
En omstrejfer ved navn Hogan redder en nøgen kvinde fra at blive voldtaget af en gruppe banditter, som han dræber i en skudduel. Han opdager senere, at kvinden, som hedder Sara, er en nonne, der samarbejder med en gruppe revolutionære. Hogan er dog overrasket over, at nonnen ryger cigarer og drikker whisky. Under et forsøg på at bombe et tog, der er fyldt med ammunition, bliver Hogan såret i skulderender. Sara plejer hans sår og hjælper ham med at holde riftlen, som han ikke kan betjene alene. Det viser sig, som filmen udvikler sig, at Hogan i virkeligheden er spion, og at Sara slet ikke er en nonne.

## Medvirkende
- Shirley MacLaine som Sara
- Clint Eastwood som Hogan
- Manuel Fábregas (krediteret som Manolo Fábregas) som løjtnant Beltrán
- Alberto Morin som general LeClaire
- Armando Silvestre som første amerikaner
- John Kelly som anden amerikaner
- Enrique Lucero som tredje amerikaner
- David Estuardo som Juan
- Ada Carrasco som Juans mor
- Pancho Córdova som Juans far
- José Chávez som Horacio
- José Ángel Espinosa som fransk officer
- Rosa Furman som Saras ven